# Сремско војводство Радослава Челника
Сремско војводство Радослава Челника је историографски назив за краткотрајно српско војводство, на челу са сремским војводом Радославом Челником, српским великашем који је у раздобљу од 1527. до 1530. године држао знатне делове Срема, настојећи да се одржи између Краљевине Угарске и Османског царства. Окосницу овог војводства чинила је српска народна војска у Срему, која је у то време била значајан војни чинилац у пограничним областима. Пошто је Радослав Челник као сремски војвода уживао велики углед у народу, обе зараћене стране су покушавале да га придобију за сарадњу. Турска страна је била спремна да призна његову обласну управу у Срему, док је угарска, односно хабзбуршка страна настојала да га придобије давањем разних почасти и поседа. Пошто је војвода Радослав пристао уз угарског краља Фердинанда I Хабзбуршког, његова област у Срему се нашла на удару Турака, који су то подручје освојили и прикључили новоустановљеном Сремском санџаку.

## Историја
Оснивач Сремског војводства био је Радослав Челник. Он је првобитно службовао као врховни командант војске Царства Јована Ненада. После пада Ненадове државе, Челник је пришао Турцима и основао Сремско војводство, вазалну државу Османског царства. Прва престоница Срема је био град Сланкамен, где се и данас налазе остаци средњовековне тврђаве.
Војвода Челник је тајно преговарао са Хабзбурзима. Приликом једног турског похода, војвода је отишао у егзил. Када се вратио у Срем, његово војводство је било у знатно мањим границама, а нова престоница војводства је постао град Небојц, у близини Вуковара. Војводство је постојало до 1530. године, када је војвода Челник склопио споразум са Хабзбурзима и повукао се на хабзбуршку територију, одричући се Сремског војводства.